# Serényi-kastély (Dédestapolcsány)
A dédestapolcsányi Serényi-kastélyt a Serényi grófok építtették 1898 és 1903 között
eklektikus stílusban.

## Története és leírása
Valaha a grófi nyaraló volt: a családból utolsóként gróf Serényi Ödön lakott benne, aki 1961-ben hunyt el, és sírja a dédestapolcsányi temetőben található. Az épület később pedagógus üdülőként, majd szociális otthonként működött, jelenleg magántulajdonban van. A kastélyt közel 5 hektáros park veszi körül. A kastélyhoz vezető utat gesztenyefák szegélyezik. A közeli sziklák sok kis barlangot rejtenek magukban. A kastély melletti szikláról kitűnő panoráma nyílik a Bükk-vidék hegyei és a Dédesi vár felé.